# 陽春老爸
《陽春老爸》是一部1985年上映的台灣電影，改編自台灣作詞家于光中舞台劇《陽光季節》，入圍金馬獎23屆最佳改編劇本（明亮、于光中）；之後導演王童拍攝臺灣近代史鄉土電影三部曲。

## 外部連結
- 開眼電影網上《陽春老爸》的資料（繁體中文）
- 互联网电影数据库（IMDb）上《陽春老爸》的资料（英文）